# Mount Harkness Fire Lookout
Le Mount Harkness Fire Lookout était une tour de guet du comté de Plumas, en Californie, dans l'ouest des États-Unis. Protégé au sein du parc national volcanique de Lassen et de la Lassen Volcanic Wilderness, cet édicule construit dans le style rustique du National Park Service était situé sur le mont Harkness. Inscrit au Registre national des lieux historiques le 19 juin 2017, il a été détruit par le Dixie Fire en août 2021.